# Owen Gleiberman
Owen Gleiberman (* 24. Februar 1959 in Lausanne) ist ein US-amerikanischer Filmkritiker, der seit Mai 2016 Chef-Filmkritiker für Variety ist, eine Position, die er sich mit Peter Debruge teilt.

## Leben
Owen Gleiberman wurde in Lausanne geboren, wo er seine ersten drei Lebensjahre verbrachte. Sein Vater war aus den USA in die Schweiz gegangen, um dort ein Medizinstudium zu Ende zu bringen. Später wuchs er in Ann Arbor in Michigan auf und ist Absolvent der University of Michigan.
Von 1981 bis 1989 arbeitete er bei The Phoenix, von 1990 bis 2014 für Entertainment Weekly. Seit Mai 2016 ist Gleiberman Chef-Filmkritiker für Variety, eine Position, die er sich mit Peter Debruge teilt.
Gleiberman ist Mitglied des New York Film Critics Circle und der National Society of Film Critics.
Seine Autobiografie mit dem Titel Movie Freak: My Life Watching Movies veröffentlichte Gleiberman bei Hachette Books.